# Mohamed Hosni
Mohamed Hosni, né le 13 décembre 1929 à Tunis, est un footballeur tunisien.
Il commence sa carrière dans les catégories juniors de l'Union sportive maghrébine avant de rejoindre l'Espérance sportive de Tunis en 1948.
Il a évolué au poste de milieu de terrain. Pendant toute sa carrière, de 1948 jusqu'en 1958, il n'a reçu aucun avertissement.

## Palmarès
- Coupe de Tunisie de football : 1957